# Sede do BankBoston

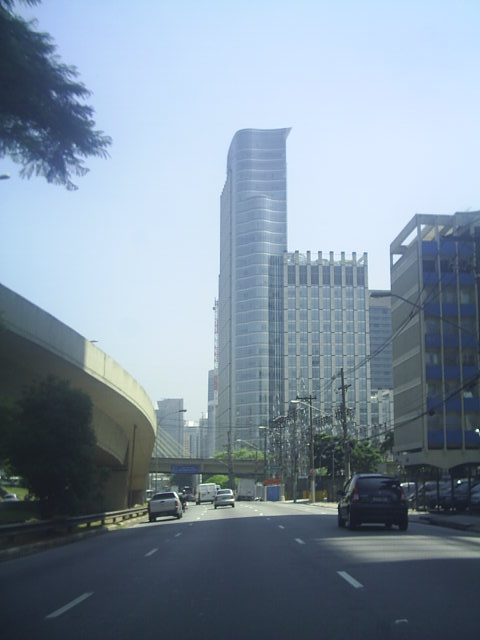
Sede do BankBoston

Sede do BankBoston (sau Edifício Itaú Bank, și Itaú Fidelité Marginal Pinheiros) este un Zgârie-nori construit în orașul São Paulo, Brazilia. conține 145 m (476 ft). Fondată în anul 2002. 13 este cel mai mare skyscraper în Brazilia, este considerat una dintre cele mai moderne skyscrapers din Brazilia și din America Latină.